# Brüxer Sprudel

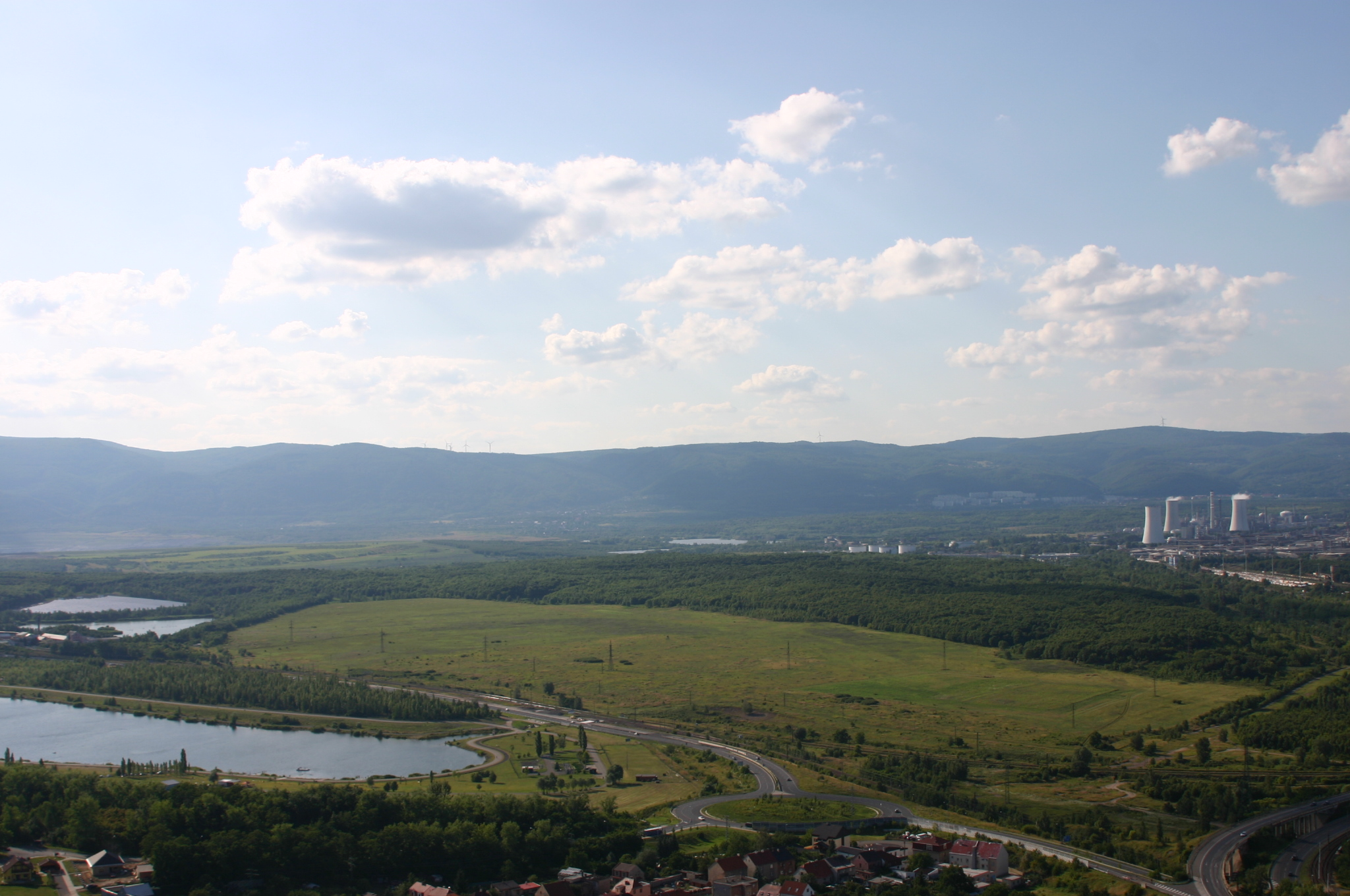
Blick über das Dorf Souš zur rekultivierten Bergehalde Kopistská výsypka (Quellenposition knapp jenseits des linken Bildrandes)

Der Brüxer Sprudel war eine Mineralquelle westlich der böhmischen Stadt Brüx (heute Most) am westlichen Rande der rekultivierten Bergehalde Kopistská výsypka. Diese Quelle war als Hydrogenkarbonat-Säuerling klassifiziert.

## Lage und Nutzung

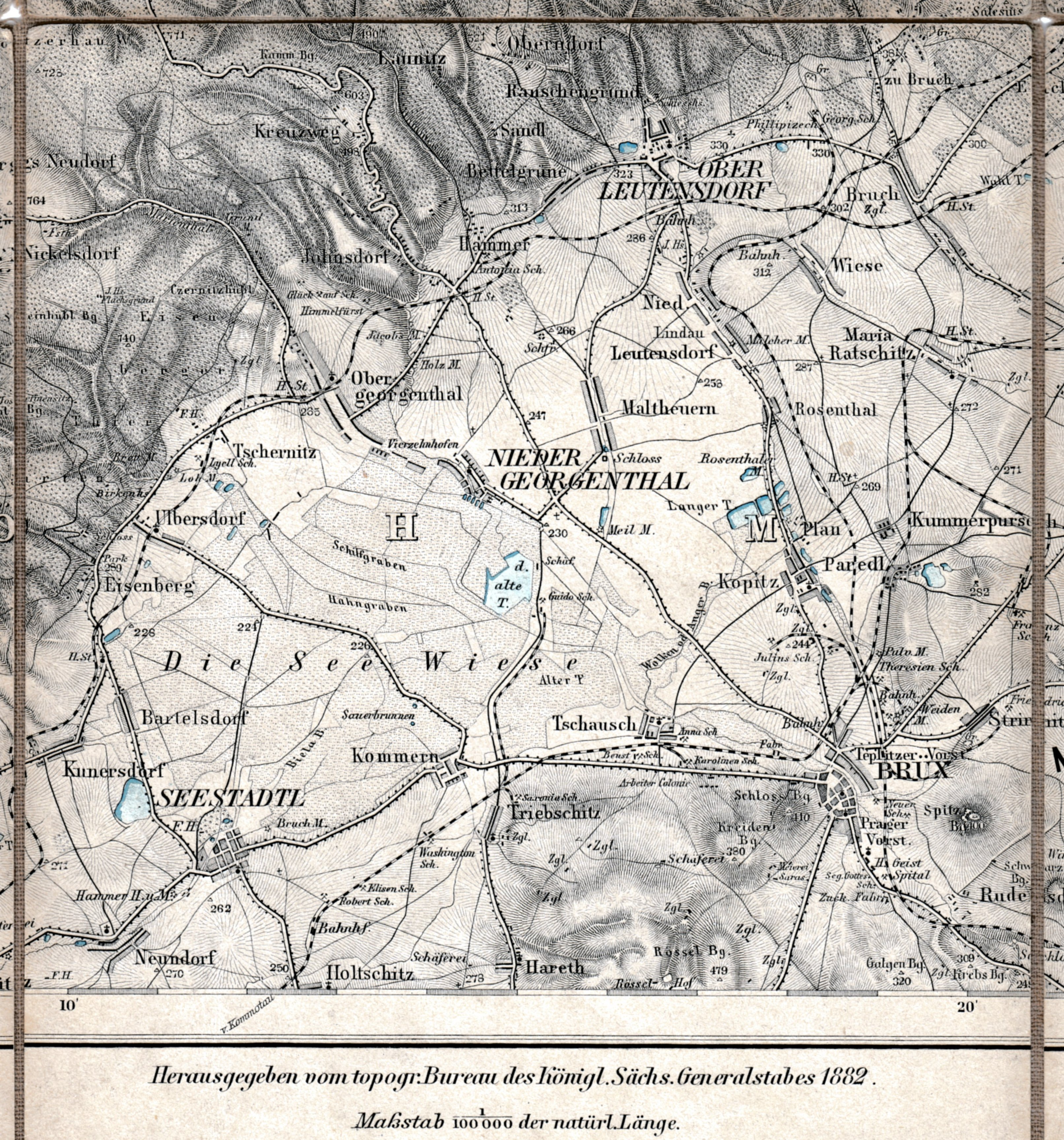
Eintrag Sauerbrunnen bei Kommern auf einer sächsischen Generalstabskarte (1882)

Nördlich des Dorfes Kommern (noch älter: Kummern) existierte ein natürlicher Quellort, der auf der Militärtopographischen Karte aus der Josephinische Landesaufnahme (Teil Böhmen, Section 37) als Sauerbrunnen eingetragen ist.
Die Errichtung des Brüxer Sprudels war ein Resultat einer Erkundungsbohrung im Februar 1877 unweit dieser Stelle. Am 4. Februar begannen die Bohrarbeiten westlich der Ortschaft Tschausch bzw. nördlich von Kommern im ehemaligen Flurgebiet Die See Wiese. Die Bohrung ist bis auf eine Tiefe von 135,67 Metern niedergebracht worden. Dabei wurden Gerölle, Lettenschichten, Braunkohleflöze und Quarzsand und zu unterst Gneistrümmer festgestellt. In einer Tiefe von 127,4 Metern erschloss man dabei eine wasserführende Schicht, die durch ihre Druckverhältnisse eine selbständige Förderung leistete. Weil es sich um einen Artesischen Brunnen handelte und eine gewerbliche Nutzung als aussichtsreich erschien, verrohrte man die Bohrung und nannte ihn Brüxer Sprudel. Die Stadt Brüx erwarb diese Quelle und versuchte sie für Heilzwecke zu nutzen. Diese Erwartung wurde nur mit mäßigem Erfolg erreicht.

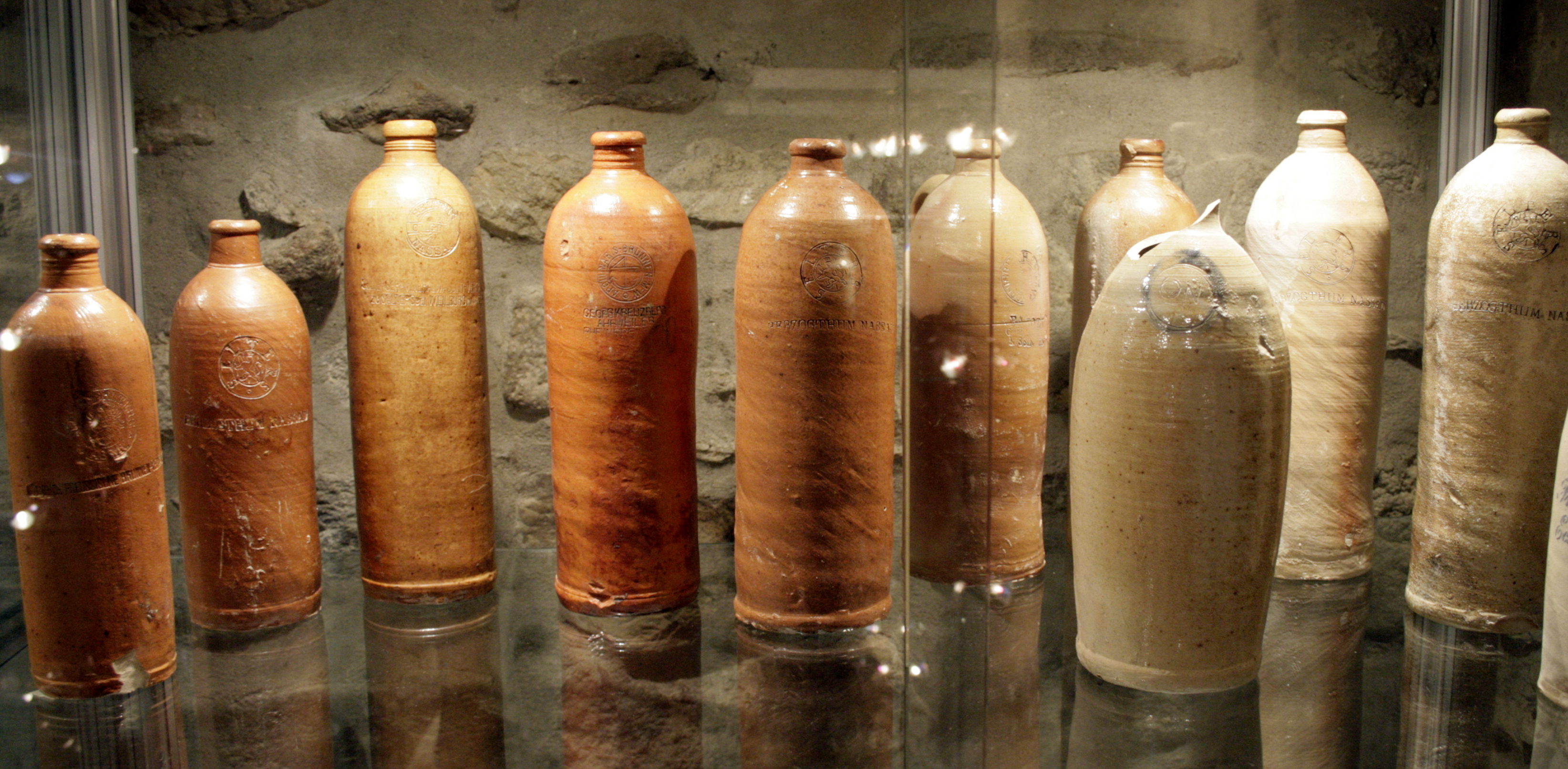
Mineralwasserkrüge aus dem 19. Jahrhundert

Der Brüxer Sprudel wurde seitens der Behörden als Heilquelle anerkannt und mit einer Umfriedung versehen. Im September 1878 unterbrach der Wasserfluss mehrmals für einen Zeitraum von 3 bis 4 Stunden. Später, zwischen dem 21. Mai 1879 und dem 15. Oktober 1879, fiel die geförderte Wassermenge um fast die Hälfte. Das Fördervolumen ging weiter zurück und schließlich sank der Wasserspiegel am 16. Februar 1882 auf 32,2 Meter Tiefe. Kurz darauf senkte dieser sich weiter auf die Hangendoberfläche des Braunkohlenhauptflözes bei 58 Meter ab. Für etwa acht Jahre war der Wasserfluss in dieser Bohrung unterbrochen.
Die Firma Kralik und Berndt brachte 1888 eine neue Bohrung in einer Distanz von 2,5 Metern nieder und erreichte eine Tiefe von 145,6 Metern. Dieser Versuch erbrachte keine Verbesserung der Situation. Trotzdem erwarb diese Firma zum 1. August 1889 die Förderrechte von der Stadt Brüx. Am 21. Juli 1898 wurde der Förderbetrieb eingestellt. Später hat man die Brunnenstelle durch den Tagebaufortschritt in der Region beseitigt.

## Mineralische Zusammensetzung
Die mineralische Zusammensetzung des Wassers war nach einer Untersuchung von Wilhelm Friedrich Gintl (1877) wie folgt (Milligramm pro Liter):

Natriumcarbonat 1472 mg/l

Kaliumcarbonat 575 mg/l

Calciumcarbonat 424 mg/l

Magnesiumcarbonat 90 mg/l

Eisen(II)-carbonat 25 mg/l

Lithiumcarbonat 0,27 mg/l

Kaliumsulfat 65,4 mg/l

Kaliumchlorid 60,9 mg/l

Kieselsäure 79,3 mg/l

org. Substanz 30,7 mg/l

Kohlendioxid 2502,8 mg/l

## Geologische Situation
Die Brunnenbohrung ist in den quartären und tertiären Sedimenten des Nordböhmischen Beckens abgeteuft worden. Die für den Wasserdruck verantwortliche Situation besteht in dem nördlichen Einfallen dieser Sedimentschichten. Zur Zeit des Brunnenbetriebes existierten südlich von seiner Position, im Umfeld der damaligen Dörfer Kommern, Triebschitz und Tschausch, mehrere Untertagebergwerke auf Braunkohle (Germania-Schacht, Saxonia-Schacht, Beust-Schacht). Zur Entwässerung dieser Schächte hatten ihre Betreiber entsprechende technische Vorkehrungen getroffen.